# Winthrop Murray Crane
Winthrop Murray Crane (Dalton, 1853. április 23. – Dalton, 1920. október 2.) az Amerikai Egyesült Államok szenátora (Massachusetts, 1904–1913).